# Tim Curry
Timothy James "Tim" Curry, född 19 april 1946 i Grappenhall i Cheshire, är en brittisk skådespelare, röstskådespelare och sångare. Curry spelar ofta skurk- eller karaktärsroller. Bland hans film- och tv-roller märks Dr. Frank-N-Furter i musikalfilmen The Rocky Horror Picture Show (1975), "Rooster" Hannigan i Annie (1982), "Mörkret" i fantasyfilmen Legenden - mörkrets härskare (1985), Wadsworth i mysteriefilmen Clue - Mordet är fritt (1985), clownen Pennywise i skräckminiserien Det (1990) och Long John Silver i Mupparna på skattkammarön (1996). Som röstskådespelare har Curry bland annat medverkat som King Chicken i Duckman (1994–1997), Kapten Krok i Peter Pan och piraterna (1990–1991), Hexxus i fantasyfilmen Fern Gully - Den sista regnskogen (1992), Sir Nigel Thornberry i Den vilda familjen Thornberry (1998–2004) och Palpatine i Star Wars: The Clone Wars (2012–2014).

## Biografi
Currys far var präst och hans mor sekreterare. Tim Curry studerade drama och engelska vid Cambridge och Birmingham. 
Den första professionella rollen gjorde han 1968, i den då nya musikalen Hair. I samma ensemble fanns också Richard O'Brien som senare kom att rollsätta Curry i sin egen musikal, The Rocky Horror Show. Det var också som Dr. Frank-N-Furter i Rocky Horror Show som Tim Curry först uppnådde den udda berömmelse han fortfarande idag har. Hans porträttering av den galne, sjungande, charmerande, utnyttjande transvestiten fick både män och kvinnor att falla, även om rollen sägs ligga långt ifrån hans egen karaktär. 
Efter den stora succén med Rocky Horror spelade han in ett par filmer, men bestämde sig för att satsa på musiken. Tre soloalbum blev det, Read My Lips, Fearless och Simplicity. Men hittarna uteblev och han fick återvända till teatern och filmen. Han har bland annat medverkat i Annie, Clue, Charlies änglar, Jakten på Röd Oktober, Det,  Oscar, Tales from the Crypt och Legenden - Mörkrets härskare. 
Curry är känd för sin utmärkande röst och har också läst in ett antal ljudböcker och roller i tecknade filmer.
Curry drabbades 2012 av en stor stroke och är numera rullstolsburen. Han har de senaste åren sparsamt ägnat sig åt röstskådespeleri.

## Filmografi i urval
- 1975 – The Rocky Horror Picture Show
- 1982 – Oliver Twist (TV-film)
- 1982 – Annie
- 1985 – Clue - Mordet är fritt
- 1985 – Legenden - mörkrets härskare
- 1990 – Jakten på Röd Oktober
- 1990 – Det (TV-serie)
- 1990–1993 – Peter Pan och piraterna (TV-serie) (röst som Kapten Krok)
- 1991 – Oscar
- 1991 – Darkwing Duck (röst som Taurus Bulba)
- 1992 – Fern Gully - Den sista regnskogen (röst som Hexxus)
- 1992 – Ensam hemma 2 - vilse i New York
- 1992–1994 – Den lilla sjöjungfrun (röst som Den Elaka Mantan)
- 1993 – Laddat vapen
- 1993 – Tales from the Crypt, avsnitt Death of Some Salesmen (TV-serie)
- 1993 – De tre musketörerna
- 1993 – Sonic the Hedgehog (röst som kung Acorn)
- 1993–1994 – Mighty Max (TV-serie)
- 1994 – The Shadow
- 1995 – Freakazoid (röst som Dr. Mystico)
- 1995 – Masken (TV-serie) (röst som Dr. Pretorius)
- 1995 – Pingvinen och lyckostenen (röst)
- 1995 – Congo
- 1996 – Titanic (TV-serie)
- 1996 – Mupparna på skattkammarön
- 1997 – Skönheten och Odjuret - Den förtrollade julen (röst som Maestro Forte)
- 1998 – Familjen Addams återförenas
- 1998–2004 – Den vilda familjen Thornberry (röst som Nigel Thornberry)
- 2000 – Charlies änglar
- 2001 – Attila - Krigarfolkets härskare
- 2001 – Scary Movie 2
- 2001 –  Barbie i Nötknäpparen
- 2002 – Den vilda familjen Thornberry - Filmen (röst som Nigel Thornberry)
- 2004 – Will & Grace (gästroll i TV-serie)
- 2004 – Kinsey
- 2005 – Valiant och de fjäderlätta hjältarna (röst som Von Talon)
- 2006 – Gustaf 2 (röst som katten Prins)
- 2007 – Psych, avsnitt American Duos (gästroll i TV-serie)
- 2008 – Command & Conquer: Red Alert 3
- 2009 – Brütal Legend (röst i datorspel) Dragon Age: Origins (röst som Arl Rendon Howe)
- 2013–2014 – Star Wars: The Clone Wars (TV-serie) (röst som Palpatine/Darth Sidious)
- 2014 – Där trädgården slutar (TV-serie) (röst)

## Diskografi
Studioalbum
- 1978 – Read My Lips
- 1979 – Fearless
- 1981 – Simplicity

Singlar
- 1976 – "Baby Love" / "Just Fourteen"
- 1978 – "I Will" / "Brontosaurus"
- 1978 – "Birds Of A Feather" / "Brontosaurus"
- 1979 – "Paradise Garage" / "Charge It"
- 1979 – "I Do The Rock" / "Hide This Face"
- 1981 – "Simplicity" / "Betty Jean"
- 1981 – "Working On My Tan" / "On A Roll"

## Teater

### Roller
| År   | Roll                    | Produktion            | Regi       | Teater                            |
| ---- | ----------------------- | --------------------- | ---------- | --------------------------------- |
| 1980 | Wolfgang Amadeus Mozart | Amadeus Peter Shaffer | Peter Hall | Broadhurst Theatre, New York, USA |